# Apostolisches Vikariat Makokou
Das Apostolische Vikariat Makokou (lateinisch Vicariatus Apostolicus Makokouensis) ist ein in Gabun gelegenes römisch-katholisches Apostolisches Vikariat mit Sitz in Makokou. Es umfasst die Provinz Ogooué-Ivindo.

## Geschichte
Papst Johannes Paul II. gründete die Apostolische Präfektur Makokou mit der Apostolischen Konstitution Omnium de fidelium am 7. März 2003 aus Gebietsabtretungen des Bistums Oyem. Von der Gründung bis zum Januar 2022 war Joseph Koerber CSSp der erste Ortsordinarius. Am 11. Juli 2014 erhob Papst Franziskus die Präfektur zum Vikariat.

## Ordinarien
- Joseph Koerber CSSp, 2003–2022
- Severin Nziengui Mangandza CSSp, seit 2022